# Лестер дель Рей
Лестер дель Рей (англ. Lester del Rey) (2 июня 1915 — 10 мая 1993) — американский писатель-фантаст и редактор. Дель Рей был автором ряда научно-фантастических романов для подростков, редактором в Del Rey Books, а также в отделе фэнтези и научной фантастики в Ballantine Books вместе со своей четвёртой женой, Джуди-Линн дель Рей.

## Имя при рождении
Дель Рей часто говорил, что его настоящее имя Рамон Фелипе Альварес-дель-Рей (или иногда даже Рамон Фелипе Сан Хуан Марио Сильвио Энрико Смит Харткурт-Брейс Сиерра-и-Альварес-дель-Рей-и-де-Лос-Уэрдес). Он также утверждал, что его семья погибла в автокатастрофе в 1935 году. Тем не менее, его сестра заявила, что его настоящим именем было Леонард Кнапп и что в аварии в 1935 году погибла лишь его первая жена, а вовсе не родители или брат с сестрой.

## Карьера
Дель Рей начал публиковать рассказы в pulp-журналах в конце 1930-х годов, на заре так называемого золотого века научной фантастики. Он был связан с самым престижным журналом научной фантастики той эпохи, «Astounding Science Fiction», а его редактором был Джон В. Кэмпбелл-младший. В 1950-х годах дель Рей был одним из главных писателей-фантастов, пишущих для подростков (наряду с Робертом Хайнлайном и Андре Нортон).
В периоды, когда работы дель Рея продавались плохо, он подрабатывал поваром в одном из нью-йоркских ресторанов. После того, как в 1945 году он во второй раз женился, на Елене Шлац, дель Рей оставил эту работу, чтобы заниматься написанием произведений полный рабочий день. После встречи со Скоттом Мередитом в 1947 году на Всемирном конвенте научной фантастики, дель Рей начал работать в качестве читателя литературного агентства Скотт Мередит, где он также занимал должность офис-менеджера.
Позже он стал редактором нескольких pulp-журналов, а затем и книжных изданий. В 1952—1953 годах дель Рей редактировал несколько журналов: «Space SF», «Fantasy Fiction», «Science Fiction Adventures», «Rocket Stories» и «Fantasy Fiction». Он был самым успешным редактором «Ballantine Books» со своей последней женой, Джуди-Линн дель Рей, и инициировал отделение от Ballantine фирмы «Del Rey Books» в 1977 году.
В 1957 дель Рей и Деймон Найт совместно редактировали небольшой любительский журнал «Science Fiction Forum».
После того, как научная фантастика приобрела респектабельность и начала преподаваться в школе, дель Рей заявил, что учёные, которых интересует жанр, должны «выйти из своего гетто». Дель Рей был членом мужского литературного клуба Trap Door Spiders, который служил основой для вымышленного клуба Айзека Азимова Black Widowers в серии детективных рассказов.

## Награды
- Скайларк, 1972.
- Балрог, 1985 — Специальная награда.
- Небьюла, 1990 — Грандмастер.
- Хьюго, 1946, ретроспективная (вручалась в 1996) — Короткая повесть «В руки твои» (Into Thy Hands, 1945), номинация.
- Всемирная премия фэнтези, 1980, 1981, 1983 — Специальная премия для профессионалов, номинация.